# إفير فالنسيا
إفير فالنسيا (بالإسبانية: Ever Valencia) هو لاعب كرة قدم كولومبي في مركز الوسط، ولد في 12 سبتمبر 1996 في كولومبيا. لعب مع إنديبندينتي ميديلين.

## وصلات خارجية
- إفير فالنسيا على موقع قاعدة بيانات كرة القدم.إي يو (الإنجليزية)
- إفير فالنسيا على موقع Soccerway.com (الإنجليزية)
- إفير فالنسيا على موقع AS.com (الإسبانية)